# Funkcja jawna
Funkcja jawna – konsekwencje obiektywne elementów systemu społecznego dla osoby, podgrupy, i systemu społecznego bądź kulturowego, zarówno pozytywnie funkcjonalne, jak i negatywnie, przyczyniające się do modyfikacji lub adaptacji systemu społecznego, a które są zamierzone i rozpoznane przez osoby zajmujące konkretne pozycje w tym systemie.
Pojęcie funkcji jawnych zostało wprowadzone do socjologii przez Roberta Mertona w wyniku krytycznej analizy funkcjonalnej i w celu odróżnienia funkcji (obiektywnych konsekwencji) i motywów (świadomych motywacji). Zaczerpnięte zostało ono z prac Zygmunta Freuda. Merton wskazywał także na innych socjologów, którzy dokonywali takiego rozróżnienia, m.in. George’a Meada, Williama Grahama Sumnera, Roberta Morrisona MacIvera, Williama Thomasa i Floriana Znanieckiego.